# Symbiopsis rickmani
Symbiopsis rickmani is een vlinder uit de familie van de Lycaenidae. De wetenschappelijke naam van de soort werd als Thecla rickmani in 1902 gepubliceerd door Schaus.

## Synoniemen
- Symbiopsis smalli Nicolay, 1971